# École Hassania des travaux publics
Cet article concerne l'école supérieure marocaine. Pour l'entreprise EHTP, voir Entreprise hydraulique et travaux publics.
 (octobre 2016).
Si vous disposez d'ouvrages ou d'articles de référence ou si vous connaissez des sites web de qualité traitant du thème abordé ici, merci de compléter l'article en donnant les références utiles à sa vérifiabilité et en les liant à la section « Notes et références ».
L’École Hassania des travaux publics (EHTP) est l'une des grandes écoles d'ingénieurs marocaines. L'École Hassania des travaux publics est membre de la conférence des grandes écoles. Elle a été créée en 1971 par le ministère des Travaux publics pour pourvoir le royaume du Maroc en cadres de haut niveau dans les secteurs des BTP, de l'eau, de l'informatique, de l'énergie électrique et de l'aménagement du territoire et la météorologie.

## Présentation
En 1993, l’EHTP a été érigée en établissement public de formation des cadres sous la tutelle du ministère de l’Équipement et des Transports. L’EHTP forme des ingénieurs de haut potentiel dans les domaines du génie civil, du génie de l'hydraulique, de l'environnement et de la ville, du génie électrique, de la météorologie, des sciences de l’information géomatique et du génie informatique.
Elle offre aussi une formation initiale de master spécialisé « Gestion et exploitation des systèmes de transport ». Ce master, créé en 2004 dans le cadre du programme TEMPUS - MEDA en partenariat avec l'École des Ponts ParisTech, l'École nationale des travaux publics de l'État et l'université polytechnique de Catalogne, a été accrédité en 2008 par le ministère de l'Éducation nationale, de l'Enseignement supérieur, de la Formation des cadres et de la Recherche scientifique du Maroc.
Dans le domaine de la recherche scientifique, l’EHTP dispose d’un ensemble de laboratoires et de centres de recherche dotés des équipements nécessaires à la réalisation des travaux et des études scientifiques et techniques.
Consciente de l’impact de la formation continue sur son développement, l’EHTP entreprend annuellement un programme de formation et de perfectionnement des cadres supérieurs des secteurs publics et privés dans des domaines très variés
Sur le plan national, l’EHTP entretient un réseau de partenariat dans les domaines scientifiques et techniques.

## Formation Initiale

### Cursus ingénieur
L'école Hassania des Travaux Publics dispense des formations très diversifiées pour préparer à des métiers sûrs et où la stabilité de l'emploi est unanimement reconnue. Elle s'est aussi intéressée à de nouveaux secteurs où la composante Nouvelles technologies de l'information et de la communication est fortement présente.
Ainsi, l'EHTP forme dans les spécialités suivantes :
- Génie informatique
- Génie civil
- Génie hydraulique environnement et ville
- Génie électrique
- Météorologie
- Sciences de l'information géographique
- Génie logistique et transports

En plus de sa formation technique de ses ingénieurs, l'EHTP a instauré en l'an 2001 un module intitulé « Projet d'initiation personnel » (communément connu sous appellation PIP). Ce module offre l'occasion aux élèves ingénieurs de réaliser un projet à dimension culturelle ou associative durant leur scolarité.
Outre la formation ingénieur dispensée par son corps professoral hautement qualifié, l'EHTP est l'école leader en matière de formation continue, elle offre en effet la possibilité d'accéder à plusieurs masters, notamment le MBA de l'ENPC, l'école nationale des ponts et chaussées, qui fait sa renommée
Le MBA de l'ENPC dispensé à l'EHTP offre une formation multidisciplinaire en Management international.
Le MBA de l'ENPC est l'École de Management International créée il y a une quinzaine d'années par l'École nationale des ponts et chaussées à Paris.

### Double Diplôme
L'École Hassania des Travaux Publics offre la possibilité à ses élèves ingénieurs les plus méritant de la deuxième année d'intégrer au choix une des écoles partenaires Françaises pour la double diplomation.

### Master spécialisé
Le master spécialisé MAGEST : « Master Gestion et exploitation des systèmes de transport » a été créé en 2004 dans le cadre du programme TEMPUS - MEDA.
Il a été développé en partenariat entre quatre établissements: l'École des Ponts ParisTech, l'École nationale des travaux publics de l'État, l'université polytechnique de Catalogne et l'École Hassania des travaux publics (Casablanca) et en constante concertation avec les professionnels marocains du secteur des transports.
C’est une formation initiale, de type master professionnel initialement étalée sur 3 semestres, après un bac+4, qui a pour objectif de fournir aux participants les connaissances et outils nécessaires pour la gestion des systèmes de transports au Maroc, qui connaissent actuellement une forte dynamique de développement et de modernisation.
Depuis août 2008, cette formation a été accréditée par le ministère de l'Éducation nationale, de l'Enseignement supérieur, de la Formation des cadres et de la Recherche scientifique du Maroc, sur un format plus classique en 4 semestres après la licence, étant donné l’adoption du système Réforme Licence-Master-Doctorat par le Maroc.Être construite autour d’un thème fédérateur de recherche, en rapport avec les axes prioritaires de recherche arrêtés par les instances de l’EHTP ;
formations diplomates et qualifiantes en partenariat avec de grandes écoles et universités étrangères :
- Séminaires destinés aux ingénieurs et cadres
- Formations intra-entreprise

Et devant le succès enregistré et pour souligner la dimension internationale de cette formation, l'École nationale des ponts et chaussées a conclu des conventions de partenariat avec des universités prestigieuses dans le monde, en vue de créer le même cycle dans ces pays.
Il s'agit de la Grande-Bretagne avec l'université d'Édimbourg, de l'Inde avec l'Indian Institute of Technology de Delhi, du Japon avec l'université de Nagoya, de la Chine avec l'université de Tongji à Shanghai et avec l'EHTP à Casablanca au Maroc.
Cette formation d'excellence, d'un standard international s'adresse à des hauts cadres à fort potentiel. Elle est dispensée en anglais par des spécialistes nord-américains, européens, japonais et aussi marocains.
Chaque programme délocalisé dans un pays recueille le soutien d'un comité de parrainage composé de personnalités du monde économique du pays concerné.

## Centres de Recherche
L’équipe de recherche est l’entité de base du système actuel de la recherche universitaire au Maroc.
Elle doit :
- Être constituée par un minimum de trois enseignants-chercheurs permanent à l’EHTP et par des cadres et chercheurs associés pouvant appartenir à des établissements partenaires ;
- Établir un plan d’actions quadriennal ;
- Établir un rapport d’activités annuel et le soumettre à la DACR ;
- Inventorier et gérer les moyens matériels et documentaires mis à sa disposition par la DACR et le laboratoire de recherche auquel elle est rattachée.

Chaque équipe est coordonnée par un responsable, qui doit être un Professeur de l’Enseignement Supérieur de l’EHTP pour une durée définie par les organes de l’école (PJ).

## Partenariat
l'EHTP doit aussi son classement aux différents partenariats exclusivement signés avec l'ENPC, en effet l'école est ouverte sur le milieu professionnel par la signature d´accords avec des organismes nationaux; dans domaines de partenariat concernant les programmes d´enseignement, les TFE, les visites et les stages pour les élèves ingénieurs, les conférences, la recherche et la formation continue.